# 피닉스 테크놀로지스
피닉스 테크놀로지스(Phoenix Technologies)는 개인용 컴퓨터 및 기타 컴퓨팅 장치를 위한 핵심 시스템 소프트웨어를 설계, 개발 및 지원하는 미국 기업이다. 이 회사의 제품은 일반적으로 바이오스(Basic Input/Output System) 또는 펌웨어라고 불리며, 해당 장치에 사용되는 다양한 구성 요소 및 기술의 호환성, 연결성, 보안 및 관리를 지원하고 가능하게 한다. 피닉스 테크놀로지스와 IBM은 엘 토리토 표준을 개발했다.
피닉스는 1979년 9월 매사추세츠주에서 법인으로 설립되었으며, 본사는 캠벨 (캘리포니아주)에 있다.

## 역사
1979년, 닐 콜빈은 이전 고용주였던 시탄이 폐업한 후 피닉스 소프트웨어 어소시에이츠라고 불리던 회사를 설립했다. 닐은 전 시탄 직원이었던 데이브 허시먼을 고용했다. 1980년부터 1981년까지 그들은 매사추세츠주 보스턴 프랭클린 스트리트 151번지에 피닉스의 첫 공식 사무실을 임대했다.
같은 시기에 피닉스는 시애틀 컴퓨터 프로덕츠의 86-도스에 대한 비독점 라이선스를 구매했다. 피닉스는 다양한 마이크로프로세서 플랫폼을 위해 86-도스(또는 피닉스 도스의 PDOS라고도 불림)의 맞춤형 버전을 개발했다. 피닉스는 또한 도스 파일 편집기로서 에드린을 대체하는 PMate를 제공했다. 피닉스는 또한 PForCe라고 불리는 C 언어 라이브러리와 함께 오버레이 링커인 Plink-86/Plink-86plus, 도스용 윈도우 디버거인 Pfix-86을 개발했다. 이 제품들은 1980년대 초 피닉스에 적은 수익을 제공했으며 회사는 크게 확장되지 않았다.

### IBM PC 바이오스 복제

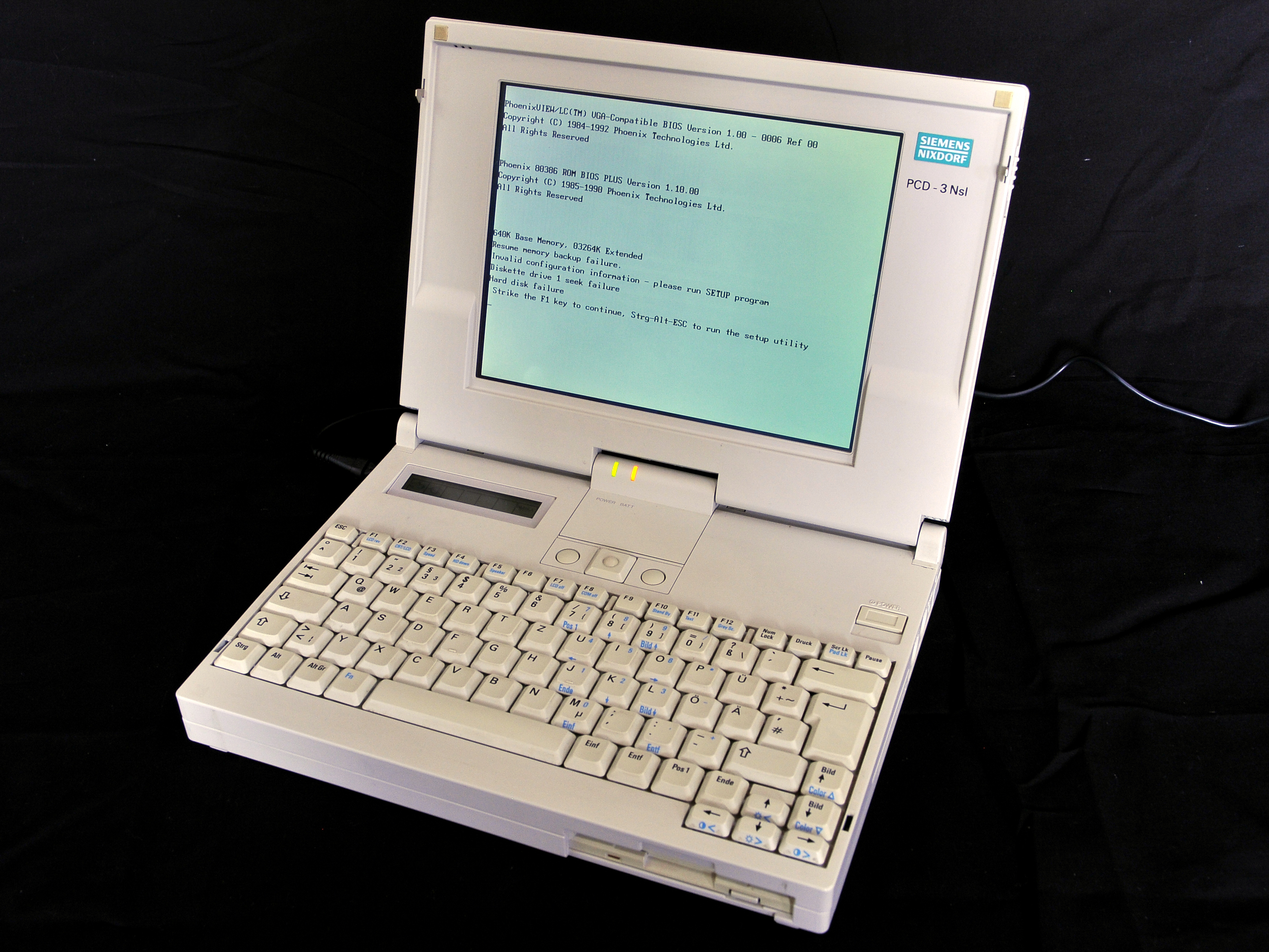
1992년 지멘스 닉스도르프 노트북, 피닉스 80386 ROM 바이오스 플러스 버전 1.10.00 사용

IBM PC의 성공 이후, 많은 회사들이 PC 클론을 만들기 시작했다. 컴팩과 같은 일부 회사들은 자체 호환 ROM 바이오스를 개발했지만, 다른 회사들은 IBM PC 기술 참조 설명서(설명서 부록에 어셈블리어 목록이 포함되어 있음)에서 PC의 바이오스를 직접 복사하여 저작권을 침해했다. 애플 컴퓨터 대 프랭클린 컴퓨터사 사건 이후 IBM은 IBM의 저작권을 침해했다고 주장하는 회사들을 고소했다. 클론 제조업체들은 법적으로 완전 호환되는 바이오스가 필요했다.
합법적인 바이오스를 개발하기 위해 피닉스는 클린룸 설계를 사용했다. 엔지니어들은 IBM PC 기술 참조 설명서에 있는 바이오스 소스 코드 목록을 읽었다. 그들은 인텔 8088이나 8086이 아닌 텍사스 인스트루먼츠 TMS9900 프로그래밍 경험이 있는 단일한, 분리된 엔지니어(IBM 바이오스 소스 코드에 노출되지 않은)를 위해 바이오스 API에 대한 기술 시방서를 작성했다. 이 단일 엔지니어는 바이오스 API를 모방하는 코드를 개발했다. 두 그룹 간의 상호 작용에 대한 감사용 기록을 기록함으로써 피닉스는 합법적으로 비침해적인 IBM PC 호환기종 ROM 바이오스를 개발했다. 피닉스 코드를 작성한 프로그래머들은 IBM의 참조 설명서를 읽은 적이 없었기 때문에, 두 코드가 아무리 비슷하더라도 그들이 작성한 것은 IBM의 코드에서 복사될 수 없었다. 이 역공학 기법은 일반적으로 "차이니스 월"이라고 불린다. 이 이야기는 TV 쇼 홀트 앤 캐치 파이어에서 묘사되었다.
첫 번째 피닉스 PC ROM 바이오스는 1984년 5월에 출시되었으며, 이는 휴렛 팩커드, 탠디 코퍼레이션, AT&T 컴퓨터 시스템즈와 같은 OEM 업체들이 컴팩이 했던 것처럼 직접 PC 바이오스를 역공학할 필요 없이 본질적으로 100% 호환되는 클론을 만들 수 있게 해주었다.
피닉스는 바이오스 라이선스를 클론 제조업체에 29만 달러에 판매했다. 고객을 안심시키기 위해 회사는 하트포드로부터 저작권 침해 소송에 대비하여 200만 달러의 보험 정책을 취득했다. 피닉스의 매출은 1987년에 100% 성장했으며, 회사는 정액제 대신 기기당 바이오스 라이선스 판매로 전환했다. AMI 바이오스와 같은 경쟁업체들이 등장했다. 피닉스는 IBM PC/AT 호환 바이오스를 컴퓨터 발표 6개월 후에 출시했으며, 1988년과 1989년에는 IBM PS/2 마이크로 채널 호환 바이오스(ABIOS 포함)를 개발했다. 그리고 확장 산업 표준 아키텍처 호환 바이오스도 개발했다.

### 1987–1989
1987년에 피닉스는 수많은 확장, 인수 및 붕괴 주기 중 첫 번째를 시작했다. 소프트스타일(Softstyle, Inc.)과 소프트셋(Softset, Inc.)을 인수하고 프린터 에뮬레이션 제품 라인과 피닉스 출판 사업부를 시작했다. 피닉스는 또한 1986년 말부터 1989년까지 직원 수를 세 배로 늘렸다.
피닉스는 1988년 6월 IPO를 시작했으며 설립자와 초기 직원들을 서류상으로 즉시 백만장자로 만들었다. 주가는 최고점인 18¾를 유지하지 못하고 1989년 말에는 3¾로 급락했다. 또한 PC 시장의 통합과 피닉스의 관련 시장 진출 실패로 인해 1989년에 770만 달러의 손실을 기록했다. 1989년 12월, 론 피셔가 CEO로 취임했으며, 이때 회사는 유닉스 호환 시장을 만들려는 시도를 중단했다. 포스트스크립트 호환 피닉스 페이지 컨트롤 시스템의 판매는 회사를 실망시켰으며, 유닉스용 VP/ix 도스 에뮬레이터도 마찬가지였다. 어워드 바이오스에 대항하여 아시아에서 경쟁하려는 시도도 실패한 것으로 알려졌다. 피닉스는 핵심 PC 바이오스 제품에 집중했으며, 노우드 파트너스 리미티드 파트너십의 적대적 인수 시도를 막았다.

### 1990년대

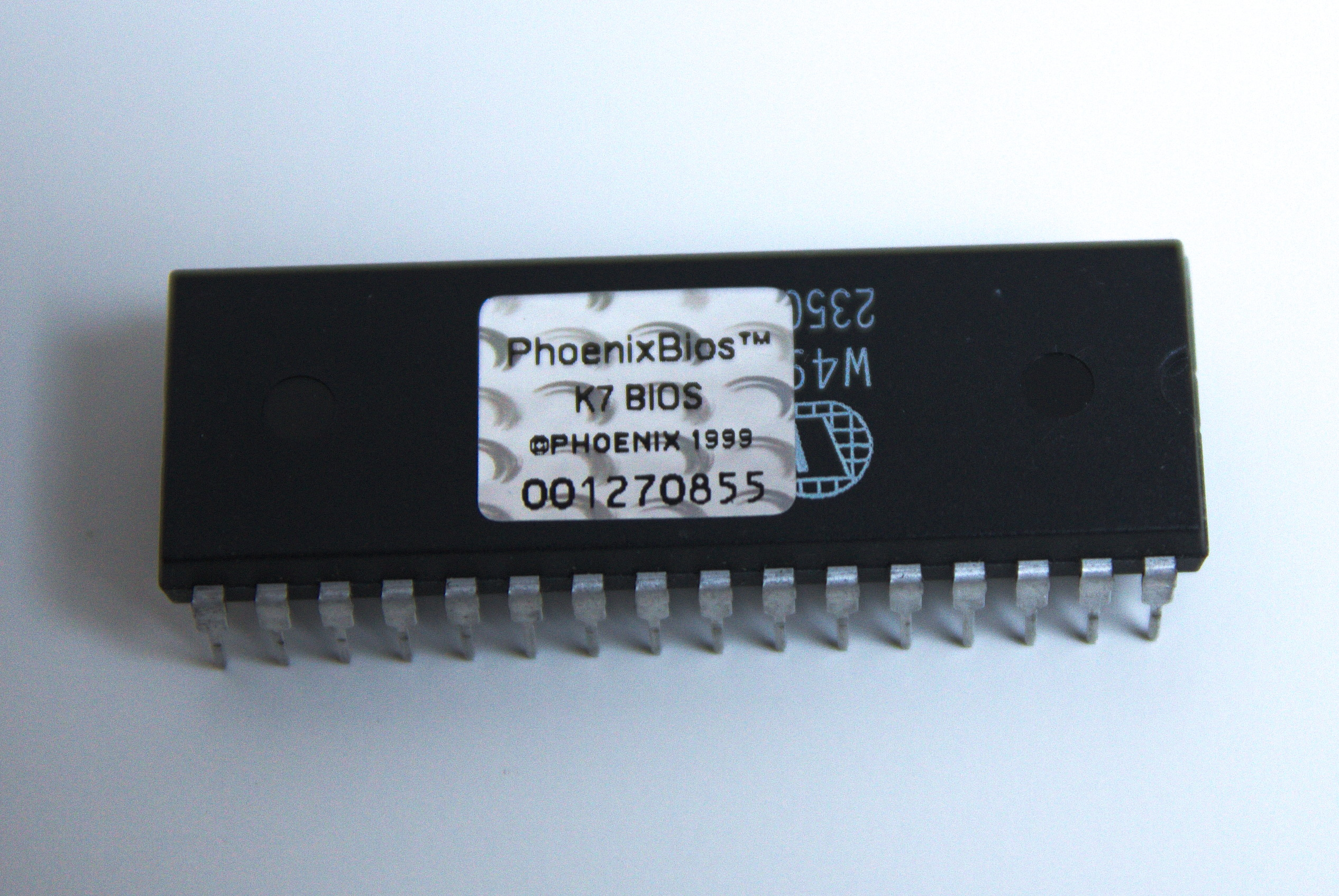
피닉스 바이오스, 1999년

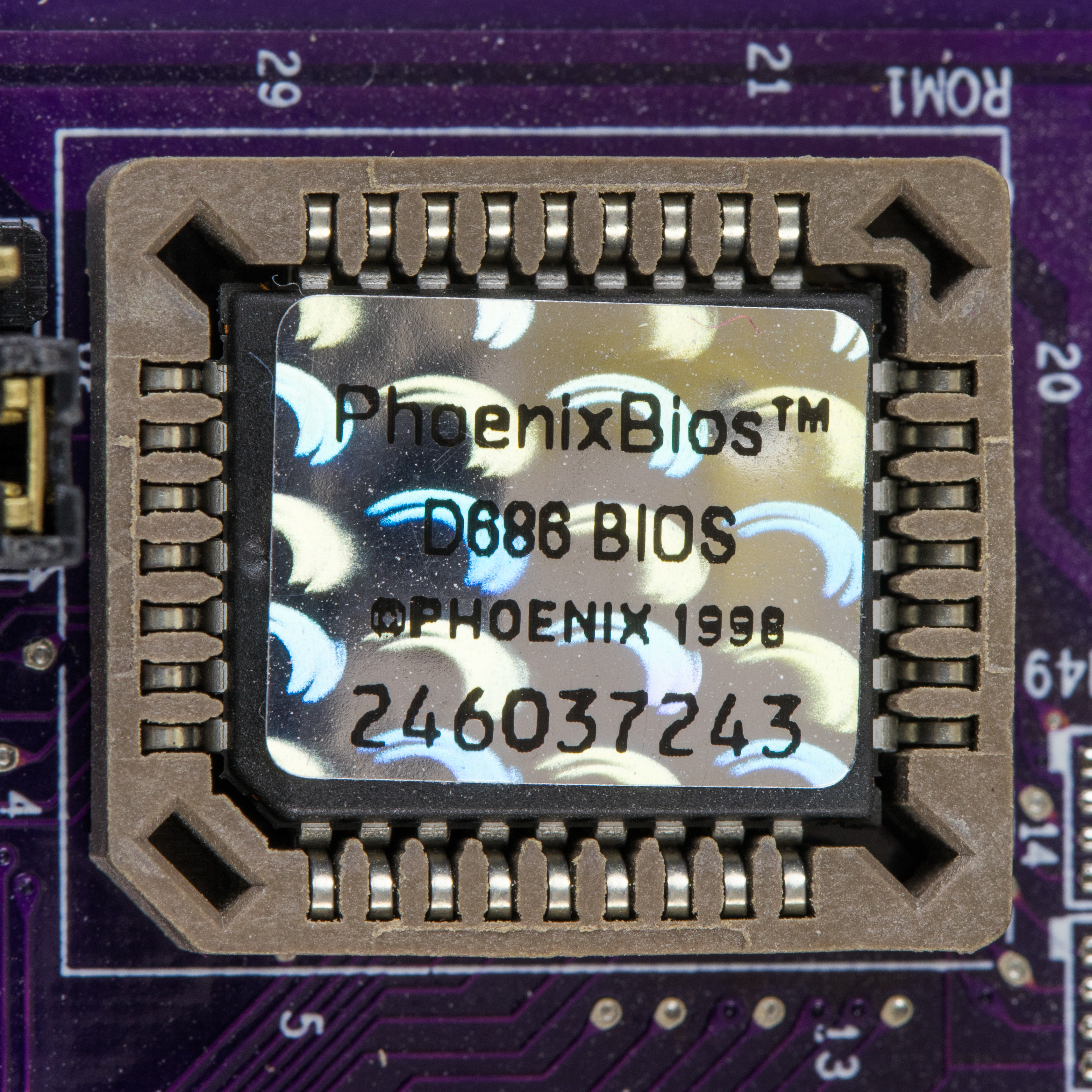
피닉스 바이오스, 1998년 (PLCC 패키지)

1992년까지 피닉스는 또 다른 확장 및 인수 주기를 시작할 만큼 재정적으로 건강했다. 1992년 1월, 피닉스는 선도적인 바이오스 공급업체인 쿼드텔(Quadtel)을 인수했다. 쿼드텔 바이오스 코드 베이스는 원래 피닉스 ROM 바이오스 코드 베이스보다 최신이었고, 개발 노력은 쿼드텔 제품으로 전환되었다. 이는 피닉스바이오스로 재브랜딩되었다. 원래 ROM 바이오스 코드 베이스는 IBM의 데이비드 키넌과의 공동 개발(SurePath라고 불림)에 사용되었지만, 피닉스는 원래 코드에 대한 추가 개발 작업을 하지 않았다.
피닉스는 또한 해외 시장에서의 입지를 확장했다. 1993년 피닉스는 피닉스 유통업체인 SRI KK를 인수하고 피닉스 KK 일본 자회사를 설립했다. 또한 타이베이와 유럽의 사무실도 확장되었다. 1994년, 피닉스는 길드포드, 서리, 영국에 기반을 둔 DIP 리서치를 인수하고 유럽 사업 확장을 계속했으며, 이들은 이전에 1989년 아타리 포트폴리오라고도 불리는 DIP 포켓 PC를 위한 DIP 도스 운영 체제를 개발했었다. 1996년 피닉스는 PC 주변기기용 합성 가능 코어 제조업체인 버추얼 칩스(Virtual Chips, Inc.)를 인수했으며, 1998년에는 마운틴뷰 (캘리포니아주)에 기반을 둔 어워드 소프트웨어를 인수했다. 이러한 확장으로 인해 피닉스는 38개 일자리를 없애 전 세계 인력을 5% 감축했다.

### 2001–2003
피닉스는 1990년대 후반부터 꾸준히 성장했으며, PC 산업의 2000년 문제 제품 교체로 매출이 크게 증가했다. 그러나 2001년 중반에는 PC 산업이 다시 침체되었고, 피닉스는 IA-64 노력과 같이 수익성이 낮은 제품 라인을 줄이고 여러 중복 사무실을 폐쇄해야 했다. 피닉스는 다음 몇 년간 핵심 바이오스 사업에 다시 집중했다.
2002년 후반과 2003년에 피닉스는 전문 펌웨어 기반 애플리케이션을 개발하기 시작했다. 이 애플리케이션은 종종 손상된 PC 시스템에서도 작동할 수 있도록 바이오스에 내장된 구성 요소를 가지고 있었다. 여기에는 암호 숨기기 및 인증을 위한 보안 애플리케이션, PC 백업 및 복구 애플리케이션, 기본 진단 애플리케이션이 포함되었다. 몇몇 애플리케이션은 Integrity Sciences의 SPEKE 기술이나 Ravisent의 브라우저 기술과 같이 다른 회사를 완전히 인수하여 확보되었다.
PC 바이오스 사업은 단위 가격이 급락하고 있음에도 불구하고 꾸준하지만 느린 성장을 계속했다. 어워드 제품 라인은 저마진, 고볼륨 데스크톱 제품 라인에 집중된 반면, 피닉스 트러스티드코어 바이오스는 주로 고사양 PC 시스템과 서버에서 성공을 거두었다. 바이오스 사업에서 발생한 수익은 애플리케이션 사업에 대한 추가 투자를 위한 자본을 계속 제공했다.

### 2005–2008
2005년 후반에 이르러 바이오스 수익이 애플리케이션 사업에서 발생한 손실을 감당할 수 없다는 것이 분명해졌다. 바이오스 수익원은 완전 유상 라이선스를 통해 크게 활용되었고, 2006년 초에는 이 사업 모델이 더 이상 지속 가능하지 않았다. 피닉스는 회사 역사상 가장 큰 손실 중 일부를 발표하고 또 다른 통합 주기를 거쳤다. 여러 사무실이 폐쇄되고 직원 중 70% 이상이 해고되었다. 2006년 후반, 고위 경영진 변경 후 회사는 PC 바이오스 사업과 잠재적으로 수익성이 있는 몇몇 애플리케이션에 다시 집중했다.
9월, 회사는 우드슨 "우디" 홉스를 피닉스 테크놀로지스의 사장 겸 CEO로 임명했다. 홉스는 어려움을 겪는 회사를 회생시킨 경험이 있었다. 회사 문서에 따르면, "피닉스에 합류하기 전, 홉스는 2002년부터 2006년 2월 노키아에 인수될 때까지 인텔리싱크 코퍼레이션의 사장 겸 CEO로 재직했다. 홉스의 리더십 아래 인텔리싱크는 무선 이메일 분야에서 2위 기업이 되었고, 주가는 거의 10배 상승했으며, 기업가치는 0에서 4억 3천만 달러 이상으로 성장했다."
2008년 1월까지 피닉스는 예상보다 높은 1분기 매출을 기록했으며 연간 가이던스를 상향 조정했다.
2008년, 피닉스는 또한 여러 회사를 인수했다.
- 5월, 피닉스는 이스라엘 기반의 올인원 솔루션 제공업체인 BeInSync를 인수했다. 이 솔루션은 사용자가 온라인으로 데이터를 백업, 동기화, 공유 및 액세스할 수 있도록 한다.[17] 피닉스는 거래 금액을 공개하지 않았지만, 적어도 하나의 온라인 보고서에 따르면 피닉스는 BeInSync를 2500만 달러에 인수했다.[18]
- 7월, 웹 기반 자동 서비스 제공을 위한 강력한 온라인 존재 및 인프라를 개발하려는 노력의 일환으로 피닉스는 터치스톤 소프트웨어 코퍼레이션의 온라인 PC 진단 및 소프트웨어 업데이트 기술인 eSupport.com을 인수했다. 여기에는 최근 글렌 블러프(Glenn Bluff)로부터 구매한 HijackPro 및 Drivermagic 소프트웨어가 포함되었다.[19] 거래의 순 가치는 약 1700만 달러였다.[20]
- 9월, 피닉스는 벨뷰 (워싱턴주)의 제너럴 소프트웨어를 인수하여 임베디드 프로세서(임베디드 시스템)를 사용하는 모바일 및 가전 제품에서 데이터 통신에 이르는 광범위한 고부가가치, 고마진 장치로 펌웨어 리더십을 확장했다.[21]

### 2009–2010
2009년, 피닉스는 중국 상하이시와 난징시의 엔지니어링 및 영업 사무소를 폐쇄했다. 피닉스는 또한 이 사무소의 직원 대부분을 해고했지만, 일부 관리자는 타이완의 다른 사무소로 이동되었다. 피닉스는 인도 방갈로르에 새 사무소를 열고 인도 하이데라바드의 사무소를 폐쇄했다. 하이데라바드 직원 대부분에게는 새로운 방갈로르 사무소로 이동할 수 있는 선택권이 주어졌다.
2009년 4분기 후반, 피닉스는 이전 인수 단계에서 개발하고 구매했던 제품에 대한 전략적 대안을 모색하기 시작했다. 2010년 1월 5일, 피닉스는 FailSafe, HyperSpace 및 eSupport.com 제품에 대한 대안적인 사업 전략을 찾고 있으며, 여전히 수익의 상당 부분을 차지하는 바이오스 사업 전략에 다시 집중할 목표로 GrowthPoint Technology Partners를 고용했다고 발표했다.
2010년 4월 9일, 앱솔루트 소프트웨어(Absolute Software)가 FailSafe와 Freeze를 포함한 피닉스 테크놀로지스 보안 기술을 690만 달러에 인수할 것이라고 발표되었다.
2010년 8월, 로스앤젤레스에 본사를 둔 사모 투자 회사인 말린 에쿼티 파트너스(Marlin Equity Partners)가 피닉스 테크놀로지스의 미상환 주식을 1억 3900만 달러에 인수했다.
2010년부터 피닉스 테크놀로지스는 델과 같은 OEM 업체에 UEFI 펌웨어를 계속 제공하고 있다.

## 같이 보기
- 아메리칸 메가트렌즈
- 인사이드 소프트웨어
- 팀 패터슨